# Santa María del Monte de Cea
Santa María del Monte de Cea est une commune d'Espagne dans la province de León, communauté autonome de Castille-et-León. Elle s'étend sur 92,22 km2 et comptait environ 256 habitants en 2015.